# Notylia stenantha
Notylia stenantha är en orkidéart som beskrevs av Heinrich Gustav Reichenbach. Notylia stenantha ingår i släktet Notylia och familjen orkidéer. Inga underarter finns listade i Catalogue of Life.